# Dimerocrinites
Dimerocrinites is een geslacht van uitgestorven zeelelies, dat leefde van het Siluur tot het Devoon.

## Beschrijving
Deze zeelelie had een lage, bekervormige kelk met een cilindrische steel. Deze kelk was samengesteld uit een grote hoeveelheid kleine, gezwollen kalkplaatjes. De twintig korte armen waren gegroepeerd in een compacte kroon. De normale kelkdiameter bedroeg ongeveer 2,5 centimeter.

## Leefwijze
Dit geslacht bewoonde ondiepe warme zeeën. Het zat vastgehecht aan de zeebodem met een gesteelde wortel. Voedsel werd vergaard door de armen als een waaier uit te strekken.